# Sparganothis pilleriana
Sparganothis pilleriana es una polilla de la familia Tortricidae. Se encuentra en la ecozona paleártica.
La envergadura mide entre 20–25 mm. Los palpos labiales son largos, esto ayuda a diferenciarlos de otras especies.
La larva se alimenta de Salix repens, Fragaria y de uvas. Puede causar serios daños a los viñedos. Los controles químicos no son muy efectivos porque la larva se esconde dentro de las hojas enrolladas, relativamente protegida. En Francia se están realizando estudios para interferir con el apareamiento por medio de feromonas sexuales. Este control biológico es más beneficioso para los ecosistemas.

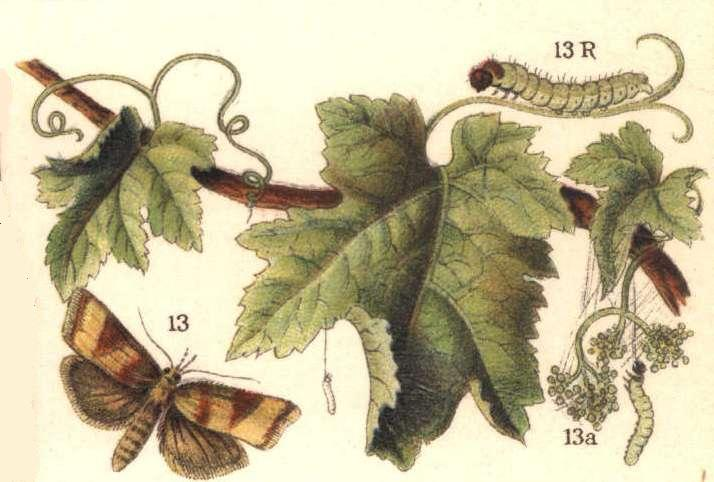